# گاما اسب بزرگ
گاما پگاسوس یک ستاره است که در صورت فلکی اسب بالدار قرار دارد.